# Атілла Караоглан
Атілла Караоглан (нар. 22 червня 1986, Сакар'я) — турецький футбольний арбітр. Арбітр ФІФА з 2023 року. Судить матчі в Суперлізі з 2019 року.

## Суддівська кар'єра
Караоглан народився в провінції Сакарья, Туреччина і займається футбольним суддівством з 2007 року. Спочатку він починав кар'єру як помічник арбітра і вже брав участь у матчах турецьких професійних футбольних лігах. Згодом вирішив продовжити кар'єру головного арбітра та погодився перейти до аматорських ліг і був підвищений знову до професійних ліг у сезоні 2014/15. Сезон 2018/19 Караоглан розпочав у TFF 1. Lig — другому за рангом дивізіоні Туреччини — і лише за рік був переведений у Süper Lig. 26 серпня 2019 року Караоглан відсудив свій перший матч у Суперлізі Туреччини. Під час матчу між «Газіантеп» і «Генчлербірлігі» (4-1) арбітр двічі показав жовту картку та двічі червону картку. Головною подією його національної кар'єри стало суддівство фіналу Кубка Туреччини з футболу 2022/23 між «Фенербахче» (Стамбул) і «Башакшехір», який «Фенербахче» виграв з рахунком 2-0. На початку сезону 2024/25 він судив матч за Суперкубок Туреччини з футболу, в якому чемпіони «Галатасарай» програли з рахунком 0-5 володарям кубка і заклятим суперникам «Бешикташу» (Стамбул).
З початку 2023 року перебуває у списку ФІФА, що дає йому право судити міжнародні матчі. Дебютував на міжнародній арені у березні 2023 року у відбірковому матчі чемпіонату Європи U19 між Німеччиною та Італією. Того ж року він був призначений УЄФА арбітром на чемпіонаті Європи U-17, де після чотирьох матчів на груповому етапі та у чвертьфіналі йому також було довірено судити фінальний матч між Німеччиною та Францією. Кілька місяців потому він також судив чемпіонат світу в цій віковій групі, відсудивши три матчі на турнірі в Індонезії, в тому числі поєдинок 1/8 фіналу.
Свій перший міжнародний матч на рівні збірних він відсудив 16 жовтня 2023 року, коли Росія зіграла внічию з Кенією (2:2) завдяки голам Олександра Соболєва та Івана Облякова і голам у відповідь Тедді Акуму та Масуда Джуми. Під час цього матчу Караоглан показав жовті картки п'ятьом гравцям.